# Véra Obolensky
Pour les articles homonymes, voir Obolensky.
La princesse Véra Obolensky (en russe : Вера Аполлоновна Оболенская, Vera Apollonovna Obolenskaïa, née Makarova) née Makaroff, surnommée Vicky, née le 24 juin 1911 et morte le 4 août 1944 guillotinée à la prison de Plötzensee à Berlin, est une résistance française d'origine russe.

## Biographie
Son père, Apollon Apollonovitch Makarov (mort en 1953) fait partie de la haute société russe, car il a été vice-gouverneur à Bakou. La famille émigre à Paris pendant la guerre civile russe, en 1920. À neuf ans, elle est désormais munie d'un passeport Nansen. Après ses études, elle trouve du travail en étant mannequin dans des maisons de couture russes de Paris, puis en devenant secrétaire. Elle épouse le prince Nicolas Alexandrovitch Obolensky (1900-1979) en 1937.
Dès le début de l'occupation de la France en juin 1940, Véra Obolensky entre dans un groupe de résistance française. Son groupe s'agrège avec d'autres groupes et devient L'Organisation Civile et Militaire (OCM). Ce mouvement, dont Jacques Arthuys est le chef (Obolensky est sa secrétaire durant dix ans), est chargé de renseignements et d'évacuer à l'étranger des prisonniers de guerre britanniques. Rapidement, la princesse Obolensky, surnommée Vicky, devient secrétaire générale de l'organisation et participe à des actions de coordination. À partir de 1943, elle aide aussi les prisonniers soviétiques. Elle fait partie des Forces françaises libres à travers le Groupe de Dourdan (grade P2) à l'été 1943 et crée une Union des Patriotes russes.
Véra Obolensky est arrêtée par la Gestapo le 17 décembre 1943, mise en prison, torturée et interrogée. Après le débarquement de Normandie, elle est transférée à Berlin car depuis 1887 (affaire Georgette Lebon épouse Thomas) l'usage était de ne plus exécuter les femmes en France (hormis le cas de Marie-Louise Giraud en 1943 pour avortements). Elle ne parle toujours pas, mais évoque sa foi chrétienne. Elle est guillotinée dans la prison de Plötzensee. Il en avait été de même pour Olga Bancic, condamnée à mort à Paris en février 1944 dans le cadre de l'Affiche rouge (groupe Manouchian), guillotinée à Stuttgart le 10 mai 1944.
« Vicky » n'a pas de tombe, mais trois plaques immortalisent sa mémoire en France : deux au cimetière russe de Sainte-Geneviève-des-Bois, la dernière à Rueil-la-Gadelière où elle vécut dans les années 1940 avec son époux Nicolas, lui aussi résistant (Lieutenant FFI), déporté et torturé par les nazis. Devenu prêtre orthodoxe après la guerre, l'archiprêtre Nicolas desservit la cathédrale orthodoxe russe Saint-Alexandre-Nevsky à Paris ainsi que de nombreuses paroisses de province.
Vladimir Poutine lui rend hommage en novembre 2000, mais à la suite de l'invasion de l'Ukraine mené par celui-ci et à la rupture des relations diplomatiques entre la France et la Russie, la sépulture n'est plus entretenue,,.

## Distinctions
En 1958, au cours d'une cérémonie officielle à Rueil-la-Gadelière, elle reçoit à titre posthume la croix de chevalier de la Légion d'honneur et la croix de guerre.
- Chevalier de la Légion d'honneur
- Croix de guerre 1939–1945
- Médaille de la Résistance française (décret du 24 avril 1946)[6]
- Ordre de la Guerre patriotique de 1re classe  (décret du 18 novembre 1965)